# Miconia prasina
Miconia prasina är en tvåhjärtbladig växtart som först beskrevs av Olof Swartz, och fick sitt nu gällande namn av Dc.. Miconia prasina ingår i släktet Miconia och familjen Melastomataceae.

## Underarter
Arten delas in i följande underarter:
- M. p. crispula
- M. p. attenuata